# Complexo Viário José Roberto Fanganiello Melhem
O Complexo Víario José Roberto Fanganiello Melhem (anteriormente denominado Dr. Antonio Bias da Costa Bueno) é um túnel localizado no final da Avenida Paulista, em São Paulo, Brasil. Faz a ligação entre as avenidas Paulista, Rebouças e Dr. Arnaldo. É também conhecido popularmente como Túnel da Avenida Paulista ou Complexo Viário Rebouças.

## História
Segundo Caio Pompeu de Toledo, então deputado estadual pela ARENA, "as vias expressas são a única solução de caráter imediato para os problemas imediatos da cidade", para o então prefeito de São Paulo, Figueiredo Ferraz.
O quarteirão na época tinha quinhentos habitantes, ficando exatamente no centro do complexo viário "Rebouças-Consolação-Paulista-Angélica-Dr. Arnaldo", chamado na época de Nó da Paulista. As pessoas enfrentavam todos os dias um tráfego intenso e perigoso no caminho de casa. A passagem de pedestres sob a Consolação não estava pronta. Foi inaugurado em 1972, o cruzamento das avenidas Paulista e Consolação.
Em 2007, em virtude da Lei nº 14.292, o túnel passou a ser denominado Dr. Antonio Bias da Costa Bueno. Três anos depois, em 2 de junho de 2010, foi aprovada a Lei nº 15.188 que modificou seu nome para Túnel José Roberto Fanganiello Melhem .O nome anterior teve de ser modificado pois já havia outro logradouro público com a mesma nomenclatura, a Praça Dr. Antonio Bias da Costa Bueno, em Pinheiros.

## Manifestações culturais

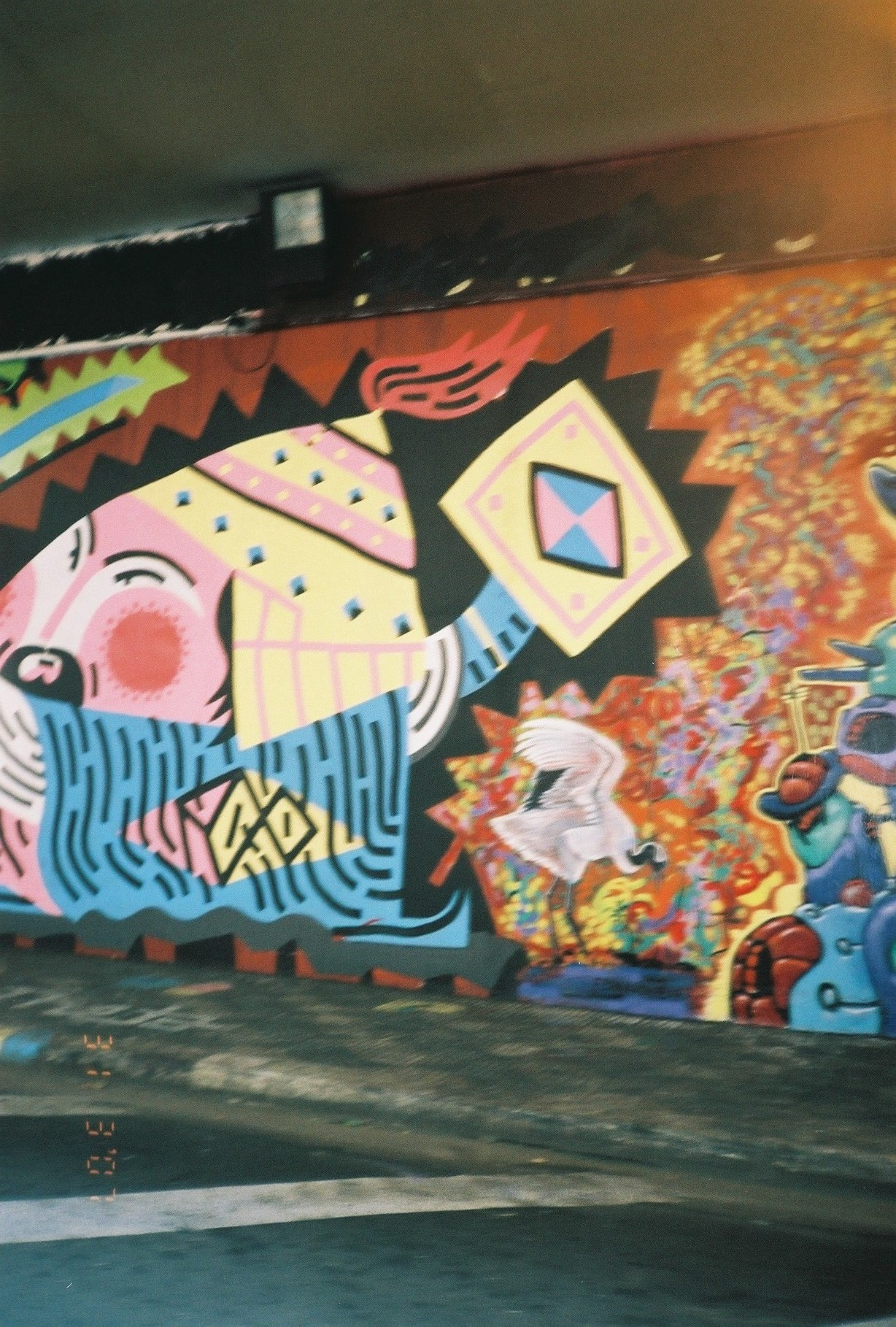
Grafitismo na interligação das avenidas Paulista e Dr. Arnaldo

### Grafite
No início do túnel há um mural pintado originalmente na década de 1980 pelo artista Rui Amaral, apagado pelo Prefeito Paulo Maluf na década seguinte e repintado novamente.
Nesta região, a temática dos desenhos é focada no popular brasileiro, temas de fácil aceitação e visualmente atraentes.
Foi pintado um imenso mural com 430 metros lineares ou 2.200m². O trabalho reúne diversas ilustrações criadas a partir da história e cultura do Japão. Esta homenagem fez parte dos 453 anos da cidade de São Paulo, e do centenário da imigração japonesa, completado em 2008. A imigração teve início oficial em 18 de junho de 1908, quando o vapor Kasato Maru aportou nas docas de Santos, trazendo setecentos e oitenta e um japoneses, reunidos em cento e sessenta famílias. O projeto foi batizado de Olhar Nascente.
O grafite predominante na região teve influência da arte produzida em algumas capitais do mundo, tais como: Buenos Aires, Nova Iorque, Berlim, Paris, Roma, Santiago e Los Angeles.